# 友誼路駅 (長沙市)
友誼路駅（ゆうぎろえき）は、中華人民共和国湖南省長沙市天心区にある1号線の駅である。

## 駅構造
- 1号線：島式ホーム1面

## 駅周辺
- 省地税局
- 湖南建工集団[2]